# Nazionale maschile di calcio della Georgia
La nazionale di calcio della Georgia (in georgiano: საქართველოს ეროვნული საფეხბურთო გუნდი) è la selezione maggiore maschile di calcio della Federazione calcistica della Georgia (GFF) che rappresenta la Georgia nelle varie competizioni ufficiali o amichevoli riservate a squadre nazionali.
Ha esordito in gare ufficiali nelle qualificazioni al campionato d'Europa 1996. Conta una partecipazione al campionato d'Europa, dove ha raggiunto gli ottavi di finale nel torneo di Germania 2024.
Nella graduatoria FIFA, in vigore da agosto 1993, la miglior posizione in classifica raggiunta dalla Georgia è il 42º posto raggiunto nel settembre 1998, mentre il peggior posizionamento è il 156º posto occupato nel marzo 1994. Attualmente occupa il 67º posto.

## Storia
Prima del 1990 i calciatori georgiani erano selezionati per l'Unione Sovietica. Bisognò attendere il 27 maggio 1990 per veder scendere in campo una selezione georgiana effettiva, nonostante la Georgia fosse ancora parte dell'Unione Sovietica, contro una selezione della Lituania. In realtà l'incontro, terminato con il risultato di 2-2, era tra due squadre di club, la Dinamo Tbilisi ed il Žalgiris Vilnius, ma tempo dopo, nel 1992-1993 circa, i membri delle federazioni calcistiche di entrambe le nazioni decisero di cambiare lo status della partita elevandola ad amichevole internazionale. La decisione fu presa in virtù del fatto che i migliori giocatori lituani e georgiani facevano parte di quelle due squadre (situazione abbastanza ricorrente durante il campionato sovietico, dove di solito emergeva solo un club per ogni Repubblica socialista federata di esigue dimensioni). Prima dell'indipendenza della nazione, dichiarata il 9 aprile 1991, non ci fu nessun'altra selezione georgiana in campo.
La Federazione calcistica della Georgia divenne un membro effettivo sia di UEFA che FIFA nel 1992, fatto che permise finalmente alla nazionale georgiana di competere sui campi internazionali. La prima partita di qualificazione al campionato europeo 1996 fu disputata nel settembre 1994 e terminò con una sconfitta per 1-0 contro la vicina ed altrettanto debuttante Moldavia. La Georgia terminò la sua corsa di qualificazione al campionato europeo con un onorevole terzo posto, davanti alla stessa Moldavia e a un ben più esperto Galles, anche se la seconda, la Bulgaria, si posizionò ben sette punti avanti ai georgiani.
Per le qualificazioni al campionato mondiale del 1998 la Georgia fu inserita in un durissimo girone con Italia, Inghilterra e Polonia. I georgiani ben figurarono, arrivando terzi a pari merito coi polacchi e creando notevoli difficoltà all'Italia di Cesare Maldini a Tbilisi. Dal 1994 al 1998 la Georgia poté puntare su vari giocatori di valore quasi tutti provenienti dalle giovanili della Dinamo Tbilisi, come Giorgi Kinkladze, Temuri Ketsbaia, Giorgi Demet'radze ed i fratelli Archil e Shota Arveladze.
Trascorso questo periodo, ne iniziò uno decisamente meno soddisfacente, combaciato con la fase calante dei migliori calciatori, non ricambiati da una generazione adeguata. La Georgia chiuse all'ultimo posto nella classifica del proprio girone sia le qualificazioni al campionato europeo 2000 sia le qualificazioni al campionato europeo 2004, per poi piazzarsi sesta nel girone eliminatorio del campionato del mondo 2006. Nel novembre 2006 batté in amichevole l'Uruguay per 2-0 e nel febbraio 2007 in amichevole la Turchia per 1-0, sempre a Tbilisi.
Nel 2011 la Georgia riuscì a battere per 1-0 in casa la Croazia in una gara di qualificazione al campionato d'Europa 2012, per poi chiudere al quinto posto del girone quelle eliminatorie. Quarta nel girone di qualificazione al campionato del mondo 2014, la Georgia fallì anche la qualificazione al campionato d'Europa 2016, piazzandosi quinta nel proprio raggruppamento. Nel giugno 2016 ottenne una prestigiosa vittoria per 0-1 in casa della Spagna in amichevole.
Quinta classificata nel proprio girone di qualificazione al campionato del mondo 2018, alla sua prima esperienza in UEFA Nations League, nel 2018-2019, la nazionale caucasica ottenne la promozione in Lega C vincendo il girone di Lega D con Kazakistan, Lettonia e Andorra, risultato che le consentì, inoltre, di avere una possibilità di qualificarsi al campionato d'Europa 2020 pur avendo chiuso al quarto il girone di qualificazione al suddetto campionato europeo. La Georgia, vincitrice del proprio girone di UEFA Nations League 2018-2019, fu ammessa infatti agli spareggi per l'europeo, dove eliminò in semifinale la Bielorussia, ma fu sconfitta in finale, a Tbilisi, dalla Macedonia del Nord, fallendo così l'accesso alla fase finale della rassegna continentale. Nella successiva UEFA Nations League 2020-2021 la squadra si piazzò terza nel girone di Lega C vinto dall'Armenia, con una sola vittoria e quattro pareggi in sei gare.
Dopo aver ottenuto 2 vittorie in 8 partite nelle qualificazioni al campionato del mondo 2022, terminate tuttavia al penultimo posto nel proprio raggruppamento, i georgiani furono protagonisti del proprio girone di Lega C della UEFA Nations League 2022-2023: con 5 vittorie e un pareggio in 6 partite, vinsero il raggruppamento comprendente anche Bulgaria, Macedonia del Nord e Gibilterra, venendo promossi in Lega B. Come accaduto tre anni prima, la vittoria del girone di Lega C consentì ai georgiani di avere un'altra chance di qualificazione al campionato d'Europa 2024, nelle cui eliminatorie i caucasici avevano chiuso al penultimo posto il proprio raggruppamento. Negli spareggi la Georgia eliminò il Lussemburgo in semifinale (2-0) e nella finale ebbe la meglio sulla Grecia a Tbilisi (0-0 dopo i tempi supplementari, 4-2 dopo i tiri di rigore), ottenendo per la prima volta la qualificazione al campionato europeo. Inserita nel girone con Portogallo, Turchia e Rep. Ceca, la squadra fu sconfitta dai turchi (1-3), pareggiò i cechi (1-1) e sconfisse i portoghesi (2-0), risultando quindi una delle quattro migliori terze classificate della fase a gironi e ottenendo quindi l'accesso agli ottavi di finale, dove fu eliminata dalla Spagna (1-4).

## Colori e simboli
Le divise della nazionale georgiana sono alquanto variate nel corso del tempo, rispecchiando i frequenti cambiamenti simbologici che hanno accompagnato i grandi rivolgimenti politici che hanno interessato il Paese. Le prime divise erano color amaranto, accompagnate da tenute da trasferta bianche: questa scelta cromatica era basata sulla prima bandiera della Georgia post-sovietica, su cui appunto dominava l'amaranto con un cantone bianco-nero. Successivamente la combinazione è stata invertita, promuovendo il bianco a colore casalingo e relegando l'amaranto alle maglie da trasferta.
Con l'adozione della "bandiera delle cinque croci" (avente uno schema cromatico biancorosso), a seguito della caduta del regime di Eduard Shevardnadze, la divisa interna bianca è stata mantenuta, ma le finiture sono diventate rosse e tale nuova tinta è diventata dominante sulla maglia da trasferta.
Per quanto concerne il simbolo apposto sulle casacche, in un primo tempo compariva il logo della federcalcio georgiana, che è stato poi sostituito da una versione semplificata dello stemma nazionale, con l'effigie di san Giorgio (patrono del Paese) che sconfigge il drago.

## Confronti con le altre nazionali
Questi sono i saldi della Georgia nei confronti delle nazionali con cui sono stati disputati almeno 10 incontri.
Dati aggiornati all'11 novembre 2020.

### Saldo positivo
| Nazionale | Giocate | Vinte | Pareggiate | Perse | Reti fatte | Reti subite | Differenza | Ultima vittoria | Ultimo pari      | Ultima sconfitta |
| --------- | ------- | ----- | ---------- | ----- | ---------- | ----------- | ---------- | --------------- | ---------------- | ---------------- |
| Albania   | 14      | 8     | 3          | 3     | 23         | 13          | +10        | 6 febbraio 2013 | 16 novembre 2015 | 4 giugno 2005    |
| Lettonia  | 10      | 5     | 2          | 3     | 18         | 10          | +8         | 16 ottobre 2018 | 12 ottobre 2010  | 2 settembre 2011 |

### Saldo neutro
| Nazionale | Giocate | Vinte | Pareggiate | Perse | Reti fatte | Reti subite | Differenza | Ultima vittoria  | Ultimo pari    | Ultima sconfitta |
| --------- | ------- | ----- | ---------- | ----- | ---------- | ----------- | ---------- | ---------------- | -------------- | ---------------- |
| Moldavia  | 12      | 4     | 4          | 4     | 17         | 14          | +3         | 11 novembre 2011 | 11 giugno 2017 | 6 giugno 2009    |

### Saldo negativo
| Nazionale | Giocate | Vinte | Pareggiate | Perse | Reti fatte | Reti subite | Differenza | Ultima vittoria | Ultimo pari      | Ultima sconfitta |
| --------- | ------- | ----- | ---------- | ----- | ---------- | ----------- | ---------- | --------------- | ---------------- | ---------------- |
| Irlanda   | 11      | 0     | 2          | 9     | 5          | 18          | -13        | -               | 2 settembre 2017 | 26 marzo 2019    |

Nota: la partita viene indicata come un pareggio quando finisce ai tiri di rigore.

## Partecipazioni ai tornei internazionali
Fino al 1991 la Georgia non aveva una propria nazionale, in quanto lo stato georgiano era inglobato nell'Unione Sovietica. Esisteva, quindi, un'unica nazionale che rappresentava tutta l'Unione Sovietica. Dopo la dissoluzione dell'Unione Sovietica venne creata la CSI, che rappresentava l'omonima confederazione, di cui la Georgia fece parte fino al 2008. Tale nazionale partecipò solo al Campionato europeo di calcio 1992; tuttavia la Georgia non entrò nella CSI prima del 1993, quindi la nazionale sopra citata non rappresentò la Georgia al Campionato europeo di calcio 1992. Dopo Euro 92 ogni nazione che aderiva alla CSI creò la propria nazionale.

Legenda: Grassetto: Risultato migliore, Corsivo: Mancate partecipazioni

## Statistiche dettagliate sui tornei internazionali

### Campionato del mondo
| Anno | Luogo                    | Piazzamento      | V | N | P | Gol |
| ---- | ------------------------ | ---------------- | - | - | - | --- |
| 1994 | Stati Uniti              | Non partecipante | - | - | - | -   |
| 1998 | Francia                  | Non qualificata  | - | - | - | -   |
| 2002 | Corea del Sud / Giappone | Non qualificata  | - | - | - | -   |
| 2006 | Germania                 | Non qualificata  | - | - | - | -   |
| 2010 | Sudafrica                | Non qualificata  | - | - | - | -   |
| 2014 | Brasile                  | Non qualificata  | - | - | - | -   |
| 2018 | Russia                   | Non qualificata  | - | - | - | -   |
| 2022 | Qatar                    | Non qualificata  | - | - | - | -   |

### Campionato d'Europa
| Anno | Luogo                | Piazzamento      | V | N | P | Gol |
| ---- | -------------------- | ---------------- | - | - | - | --- |
| 1992 | Svezia               | Non partecipante | - | - | - | -   |
| 1996 | Inghilterra          | Non qualificata  | - | - | - | -   |
| 2000 | Belgio / Paesi Bassi | Non qualificata  | - | - | - | -   |
| 2004 | Portogallo           | Non qualificata  | - | - | - | -   |
| 2008 | Austria / Svizzera   | Non qualificata  | - | - | - | -   |
| 2012 | Polonia / Ucraina    | Non qualificata  | - | - | - | -   |
| 2016 | Francia              | Non qualificata  | - | - | - | -   |
| 2020 | Europa               | Non qualificata  | - | - | - | -   |
| 2024 | Germania             | Ottavi di finale | 1 | 1 | 2 | 5:8 |

### Confederations Cup
| Anno | Luogo                    | Piazzamento     | V | N | P | Gol |
| ---- | ------------------------ | --------------- | - | - | - | --- |
| 1995 | Arabia Saudita           | Non invitata    | - | - | - | -   |
| 1997 | Arabia Saudita           | Non qualificata | - | - | - | -   |
| 1999 | Messico                  | Non qualificata | - | - | - | -   |
| 2001 | Corea del Sud / Giappone | Non qualificata | - | - | - | -   |
| 2003 | Francia                  | Non qualificata | - | - | - | -   |
| 2005 | Germania                 | Non qualificata | - | - | - | -   |
| 2009 | Sudafrica                | Non qualificata | - | - | - | -   |
| 2013 | Brasile                  | Non qualificata | - | - | - | -   |
| 2017 | Russia                   | Non qualificata | - | - | - | -   |

### UEFA Nations League
| Anno      | Luogo       | Piazzamento   | V | N | P | Gol  |
| --------- | ----------- | ------------- | - | - | - | ---- |
| 2018-2019 | Portogallo  | 1° in Lega D  | 5 | 1 | 0 | 12:2 |
| 2020-2021 | Italia      | 10° in Lega C | 1 | 4 | 1 | 6:6  |
| 2022-2023 | Paesi Bassi | 1° in Lega C  | 4 | 1 | 1 | 8:6  |

## Stadio
La Georgia disputa le sue partite casalinghe nello Stadio Boris Paichadze di Tbilisi. Impianto casalingo anche della Dinamo Tbilisi, la squadra di club più blasonata della Georgia, il Paichadze è stato inaugurato nel 1976 ed ha una capienza di circa 55 000 spettatori.

## Tutte le rose

### Europei
Campionato d'Europa UEFA 20241 Loria, 2 Kakabadze, 3 Dvali, 4 Kashia, 5 K'virk'velia, 6 Kochorashvili, 7 K'varatskhelia, 8 Zivzivadze, 9 Davitashvili, 10 Chakvetadze, 11 Kvilitaia, 12 Gugeshashvili, 13 Gocholeishvili, 14 Lochoshvili, 15 Gvelesiani, 16 K'vek'vesk'iri, 17 K'it'eishvili, 18 Altunashvili, 19 Shengelia, 20 Mekvabishvili, 21 Ts'it'aishvili, 22 Mikautadze, 23 Lobzhanidze, 24 Tabidze, 25 Mamardashvili, 26 Sigua, CT: Sagnol

## Rosa attuale
Lista dei giocatori convocati per le gare di play-off di UEFA Nations League 2024-2025 del 20 e 23 marzo 2025.
Presenze e reti aggiornate al termine delle due gare.
|  | P | Giorgi Loria           | 27 gennaio 1986   | 78  | -85 | Omonia Aradippou    |  |  |
|  | P | Giorgi Mamardashvili   | 29 settembre 2000 | 29  | -42 | Valencia            |  |  |
|  | P | Luk'a Gugeshashvili    | 29 aprile 1999    | 1   | 0   | Panserraïkos        |  |  |
|  |   |                        |                   |     |     |                     |  |  |
|  | D | Guram Kashia           | 4 luglio 1987     | 124 | 3   | Slovan Bratislava   |  |  |
|  | D | Otar Kakabadze         | 27 giugno 1995    | 73  | 0   | KS Cracovia         |  |  |
|  | D | Lasha Dvali            | 14 maggio 1995    | 43  | 2   | APOEL               |  |  |
|  | D | Luka Lochoshvili       | 29 maggio 1998    | 21  | 1   | Salernitana         |  |  |
|  | D | Irakli Azarovi         | 21 febbraio 2002  | 19  | 0   | Šachtar             |  |  |
|  | D | Giorgi Gocholeishvili  | 14 febbraio 2001  | 12  | 0   | Copenaghen          |  |  |
|  | D | Saba Goglichidze       | 25 giugno 2004    | 3   | 0   | Empoli              |  |  |
|  | D | Luka Latsabidze        | 18 marzo 2004     | 0   | 0   | Čornomorec'         |  |  |
|  |   |                        |                   |     |     |                     |  |  |
|  | C | Nika Kvekveskiri       | 29 maggio 1992    | 62  | 0   | Nyíregyháza         |  |  |
|  | C | Otar Kiteishvili       | 26 marzo 1996     | 47  | 4   | Sturm Graz          |  |  |
|  | C | Zuriko Davitashvili    | 15 febbraio 2001  | 46  | 6   | Saint-Étienne       |  |  |
|  | C | Giorgi Chakvetadze     | 29 agosto 1999    | 37  | 10  | Watford             |  |  |
|  | C | Giorgi Ts'it'aishvili  | 18 novembre 2000  | 25  | 1   | Granada             |  |  |
|  | C | Anzor Mekvabishvili    | 5 giugno 2001     | 21  | 0   | U Craiova           |  |  |
|  | C | Levan Shengelia        | 27 ottobre 1995   | 20  | 1   | OFI Creta           |  |  |
|  | C | Giorgi Kochorashvili   | 19 giugno 1999    | 19  | 3   | Levante             |  |  |
|  | C | Shota Nonikashvili     | 10 gennaio 2001   | 1   | 0   | LNZ Čerkasy         |  |  |
|  | C | Giorgi Zaria           | 14 luglio 1997    | 2   | 0   | Qairat              |  |  |
|  |   |                        |                   |     |     |                     |  |  |
|  | A | Khvicha K'varatskhelia | 12 febbraio 2001  | 41  | 18  | Paris Saint-Germain |  |  |
|  | A | Georges Mikautadze     | 31 ottobre 2000   | 37  | 20  | Olympique Lione     |  |  |
|  | A | Budu Zivzivadze        | 10 marzo 1994     | 36  | 8   | Heidenheim          |  |  |
|  | A | Giorgi Guliashvili     | 5 settembre 2001  | 1   | 0   | Sarajevo            |  |  |

## Staff
Lo staff della nazionale si compone del commissario tecnico, che allena, convoca e schiera in campo gli atleti ed è assistito da due vice-allenatori. Ad aiutare gli allenatori, ci sono il preparatore atletico, il preparatore dei portieri, il capo delegazione, il segretario, i medici, i massofisioterapisti e gli osservatori, che assistono ai match degli avversari.

### Staff tecnico
- Commissario Tecnico -  Willy Sagnol
- Vice-Allenatore - ?
- Team Manager - ?
- Preparatore dei portieri - ?
- Preparatore atletico - ?
- Medico sociale - ?

## Record individuali
Record aggiornati al 5 giugno 2025.
- I giocatori in grassetto sono ancora in attività in nazionale.

### Record presenze
| Pos. | Giocatore           | Presenze | Reti | Periodo   |
| ---- | ------------------- | -------- | ---- | --------- |
| 1    | Guram Kashia        | 124      | 3    | 2009-     |
| 2    | Jaba K'ank'ava      | 101      | 10   | 2004-2024 |
| 3    | Levan K'obiashvili  | 100      | 12   | 1996-2011 |
| 4    | Zurab Khizanishvili | 92       | 1    | 1999-2015 |
| 5    | Kakha Kaladze       | 83       | 1    | 1996-2011 |
| 6    | Giorgi Loria        | 79       | 0    | 2008-2025 |
| 7    | Otar Kakabadze      | 73       | 0    | 2015-     |
| 8    | Giorgi Nemsadze     | 69       | 0    | 1992-2004 |
| 9    | Aleksandre Iashvili | 67       | 15   | 1996-2011 |
| 10   | Valeri Q'azaishvili | 63       | 13   | 2014-2022 |

### Record reti
| Pos. | Giocatore              | Reti | Presenze | Periodo   |
| ---- | ---------------------- | ---- | -------- | --------- |
| 1    | Shota Arveladze        | 26   | 61       | 1992-2007 |
| 2    | Georges Mikautadze     | 20   | 37       | 2021-     |
| 3    | Khvicha K'varatskhelia | 18   | 41       | 2019-     |
| 4    | Temur Ketsbaia         | 17   | 52       | 1990-2003 |
| 5    | Aleksandre Iashvili    | 15   | 67       | 1996-2011 |
| 6    | Valeri Q'azaishvili    | 13   | 63       | 2014-2022 |
| 6    | Tornike Okriashvili    | 13   | 47       | 2010-2021 |
| 8    | Levan Kobiashvili      | 12   | 100      | 1996-2011 |
| 8    | Giorgi Demetradze      | 12   | 56       | 1996-2007 |
| 10   | Jaba K'ank'ava         | 10   | 101      | 2004-2024 |
| 10   | Giorgi Chakvetadze     | 10   | 37       | 2018-     |